# El último tranvía
El último tranvía és una revista musical amb música de Gregorio García Segura, llibret de Manuel Baz i interpretació de Lina Morgan, estrenada el 29 d'octubre de 1987 al Teatro La Latina de Madrid i mantenint-se en cartell quatre temporades, fins al 3 de febrer de 1991, amb un total de 1.599 funcions. Va ser emesa per TVE el 25 de setembre de 1991. En 1988 es va gravar un LP contenint els números musicals de l'espectacle.

## Argument
Remedios (Lina Morgan) va ser abandonada àdhuc nena pel seu pare i criada per la seva tia. Després de la defunció d'aquesta, hereta una gran fortuna i abandona el seu poble per la gran ciutat. Allí aspira a ser reconeguda per Don José, el seu pare, i per descomptat a trobar promès.

## Repartiment
- Intèrprets:
- Lina Morgan…Remedios
- Pedro Peña (1987-1990) / Ángel Terrón (1990-1991)	... Don Andrés
- Jenny Llada (1987-1990) / Paloma Rodríguez (1990-1991) ...	Dionisia
- Tito Medrano	...José
- Amelia Aparicio	...Begoña
- Ricardo Valle (1987-1990) / Manuel Brun	(1990-1991) ...	Carlos
- Berto Navarro	...	Rodrigo
- Paloma Rodríguez (1987-1990) / Eva Sancho (1990-1991)	...	Marta
- Celso Pellón	...Javier
- Eva Sancho (1987-1990) / Silvia Espigado	(1990-1991) ...	Berta

- Direcció: Víctor Andrés Catena.
- Coreografia: Aitor Tenorio.
- Escenografia: Wolfgang Burmann.
- Figurins: José Miguel Ligero.

## Números Musicals
- Solos en la ciudad
- Gracias por venir
- Juego de amor
- La otra Carmen
- El último tranvía
- Dioses del mar
- Desafío en mambo
- Mi tango
- Ay, mi Madrid
- Apoteosis final.